# Congiura dei De Marini
Con il nome Congiura dei De Marini è noto un presunto complotto ordito nel 1625 contro le istituzioni della Repubblica di Genova. Essa prende il nome dal cognome dei due principali "cospiratori", Claudio De Marini e Vincenzo De Marini, che avrebbero tramato per conto dei nemici di allora franco-piemontesi.

## Presupposti
La Repubblica di Genova e la Savoia, rispettivamente alleate di Spagna e Francia erano in aperto contrasto. Le mire espansionistiche savoiarde vedevano la Liguria come un obiettivo fondamentale per l'espansione nella penisola italiana.

## Eventi
Claudio era un fuoriuscito genovese che già aveva dovuto abbandonare la città per alcune attività antipatriottiche e che era divenuto ambasciatore di Francia a Torino mentre Vincenzo era il direttore delle poste del capoluogo ligure. Sembra accertato, a dispetto del comune cognome e della convinzione di molti storici, che tra i due De Marini non vi fossero legami di parentela stretta.
Secondo le accuse Vincenzo, approfittando dell'importante incarico ricoperto, avrebbe passato a Claudio informazioni sulle missive segrete che intercorrevano tra Genova e la Spagna in cambio di una pensione annua di 500 scudi d'oro. L'indagine sulla congiura sarebbe partita grazie alla denuncia di una serva del Vincenzo De Marini, insospettita dalle lunghe notti passate dal suo padrone a scrivere messaggi.
Le accuse sarebbero state confermate da alcune missive trovate in casa di Vincenzo De Marini e dalla confessione, data però sotto tortura. Sotto tortura ammise, oltre alla già citata accusa di aver approfittato della propria posizione di direttore delle poste per le leggere e riportare ai francesi le segrete missive ispano-genovesi, di aver permesso all'ingegnere francese Matteo Tarcone di studiare le fortificazioni genovesi, di aver fornito dati sulla città e di aver ospitato nella propria dimora emissari savoiardi.
Il 7 maggio 1625 Vincenzo De Marini venne condannato a morte e, nonostante una lettera di minacce da parte del conestabile di Francia François de Bonne de Lesdiguières scritta su richiesta di Claudio De Marini, fu decapitato il 12 maggio seguente.
Nell'indagine furono inoltre inizialmente coinvolti anche Giovan Girolamo Russo, Giovan Tomaso Maggiolo e soprattutto Giulio Cesare Vachero, che sarà coinvolto pochi anni dopo nella più nota congiura del Vachero.